# Boophone
Genre
Synonymes
- Buphane Herb.
- Boophane Herb.

Boophone est un genre de la famille des Amaryllidaceae. Il se compose de trois espèces de plantes bulbeuses de grande taille vivant en Afrique.

## Taxonomie
Dans la famille des Amaryllidaceae, Boophone est le genre unique de la sous-tribu Boophoninae, dans la tribu des Amaryllideae.

### Phylogénie
Les boophoninae sont placés dans la tribu des Amaryllidae comme suit, en fonction de leur relation phylogénétique : 
|  | Sous-tribu Boophoninae                                                          |
|  |                                                                                 |
|  | \| \| Sous-tribu Strumariinae \| \| \| \| \| \| Sous-tribu Crininae \| \| \| \| |
|  |                                                                                 |
|  | Sous-tribu Strumariinae                                                         |
|  |                                                                                 |
|  | Sous-tribu Crininae                                                             |
|  |                                                                                 |

|  | Sous-tribu Strumariinae |
|  |                         |
|  | Sous-tribu Crininae     |
|  |                         |

|  | Sous-tribu Boophoninae                                                          |
|  |                                                                                 |
|  | \| \| Sous-tribu Strumariinae \| \| \| \| \| \| Sous-tribu Crininae \| \| \| \| |
|  |                                                                                 |
|  | Sous-tribu Strumariinae                                                         |
|  |                                                                                 |
|  | Sous-tribu Crininae                                                             |
|  |                                                                                 |

|  | Sous-tribu Strumariinae |
|  |                         |
|  | Sous-tribu Crininae     |
|  |                         |

## Liste d'espèces

### Espèces reconnues
Selon [réf. nécessaire] :
- Boophone disticha Herb.
- Boophone ernestii-ruschii Dinter ex Solch   = Boophone haemanthoides subsp. ernesti-ruschii (Dinter & G.M.Schulze) G.D.Duncan & C.C.Tsang
- Boophone haemanthoides Leighton

Selon World Checklist of Selected Plant Families (WCSP) (6 Aug 2010) et NCBI (6 Aug 2010):
- Boophone disticha (L.f.) Herb. (1825)
- Boophone haemanthoides F.M.Leight. (1947)

### Espèces qui ne sont plus reconnues comme étant du genreBoophone
Autres espèces ayant été classées dans le genre Boophone :
- Boophone amaryllidea M.Roem. = Crossyne ciliaris
- Boophone angolensis Baker = Crinum angolense
- Boophone ciliaris Herb. = Crossyne ciliaris
- Boophone fischeri Baker = Sansevieria fischeri
- Boophone flava Barker ex  D.Snijman = Crossyne flava
- Boophone guttata Herb. = Crossyne ciliaris
- Boophone intermedia M.Roem. Syn.Ensat. = Boophone disticha
- Boophone longepedicellata  Pax   = Boophone disticha
- Boophone pulchra W.F.Barker  = Brunsvigia pulchra
- Boophone toxicaria Herb. = Boophone disticha

## Distribution
Les Boophone sont originaires du continent africain.
Boophone disticha a l'aire de répartition la plus vaste. On le trouve sporadiquement en Namibie, Botswana, puis sa répartition est continue depuis le sud du Namaqualand et la province du Western Cape jusqu'au Kenya en passant par tout l'est de l'Afrique du Sud. On le trouve dans des régions à pluies estivales, même si elles s'échelonnent au cours de l'année.
Boophone haemanthoides subsp. ernestii-ruschii est présent dans le sud-ouest de la Namibie. Il pousse dans des zones à pluies hivernales particulièrement arides et chaudes en été.
Boophone haemanthoides vit dans le Western-Cape et Namaqualand. Dans des conditions similaires à l'espèce précédente.

## Description
Les Boophone sont des plantes à bulbes. D'ailleurs le bulbe est d'une taille considérable : il peut atteindre une trentaine de centimètres de hauteur pour près de 20 de largeur pour l'espèce disticha. Les autres espèces sont légèrement plus petites, mais elles présentent ce même bulbe recouvert d'une épaisse tunique brune, le protégeant tout particulièrement des feux de brousse. Après les pluies, l'inflorescence apparait. Portée par une courte, mais large tige. Les fleurs, nombreuses et petites, sont regroupées en une inflorescence sphérique. Un grand éventail de feuilles émerge de ce bulbe, après la floraison. Coriaces et vert-gris, les feuilles de Boophone disticha mesurent au moins 45 cm de long, pour 5 cm de large en moyenne.

## Étymologie et synonymes
William Herbert a écrit le nom sous trois orthographes : Boophane (1821) puis Buphane et Buphone (1825), conservant Buphane en 1837. Une première interprétation (Wittstein 1856, Milne-Redhead & Schweickerdt 1939, Milne-Redhead 1939) voit un dérivé du grec Boos bœuf et phonos tueur, allusion à la toxicité pour le bétail. Ce point de vue a été à l'origine de l'orthographe actuellement en cours : Boophone. Dans une autre hypothèse bou est compris comme préfixe exprimant la grandeur tandis que le dérivé grec phane, torche, décrirait l'aspect de la plante fleurie. Cela expliquerait la dernière orthographe utilisée par Herbert. Mais actuellement, c’est la dénomination Boophone qui est utilisé, Boophane étant considéré comme faux.

## Culture
Ce sont des plantes bulbeuses venant des zones arides. Elles ont donc besoin d'un substrat très léger. Un mélange composé de 1/4 de pouzoulane concassée, 1/4 de sable grossier et 1/2 de terre de jardin convient assez bien il faut arroser parcimonieusement et bien laisser sécher entre deux arrosage. Lorsque la plante a fini sa période de croissance il faut laisser le bulbe dans un endroit très sec et frais, dans l'obscurité.